# Ludvig Fahlström (1686–1759)
Ludvig Fahlström, född 24 februari 1686 i Stockholm, död 30 januari 1759 på Em i Mönsterås socken, var en svensk friherre och militär.
Ludvig Fahlström var son till landshövding Ludvig Fahlström och Juliana Lagerstierna. Han blev volontär vid artilleriet 1699, lärkonstapel samma år, musketerare vid Kalmar regemente 1701, korpral där 1702, förare samma år, sergeant 1703, fänrik samma år, löjtnant 1705, sekundkapten 1708, major 1715 och erhöll överstelöjtnants karaktär 1720. Fahlström blev överstelöjtnant 1736, var överste och chef för Kalmar regemente 1740–1747. Han erhöll generalmajors avsked 1747. Fahlström deltog i slaget vid Kliszów, belägringen av Thorn, slaget vid Poltava, kalabaliken i Bender, samt fälttåget mot Norge 1717–1718. Han var den siste av sin ätt som utslocknade vid hans död.